# Бели вълци
Белите вълци са британска националистическа и расистка паравоенна организация. Тя поема отговорност за няколко бомбени атентата на расова основа в Лондон през 1999 година. По време на бомбените атентати властите предполагат че начело на белите вълци е Дел О'Конър, който е свързан с Комбат 18. През месец май 1999 година 22-годишния инженер на име Дейвид Копланд бе арестуван и обвинен за три последователни бомбени атентата.